# Paleoastronautika

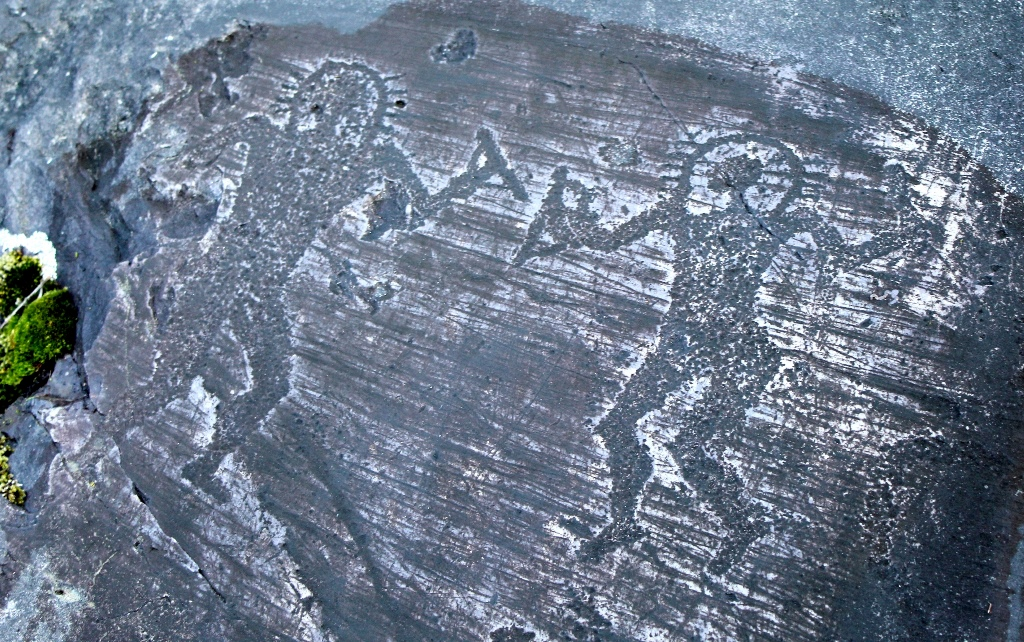
Skalní rytiny ve Val Camonice (Itálie); někteří autoři je interpretují jako zobrazení mimozemských astronautů na Zemi

Paleoastronautika (také „archeoastronautika“, „paleo-SETI“), která je obvykle zařazována mezi pseudovědy, zastává myšlenku, že v dávnověku a starověku navštívily Zemi inteligentní mimozemské bytosti a vstoupily do kontaktu s lidmi. Proponenti paleoastronautiky hlásají, že tyto kontakty ovlivnily vývoj moderních kultur, technologií, náboženství, ba dokonce i lidské biologie; vedle toho také často tvrdí, že božstva některých – ne-li všech – náboženství jsou mimozemského původu a že pokročilé technologie, které dávní astronauti přivezli na Zemi, byly dávnými lidmi interpretovány jako důkaz božského původu.
Myšlenka, že dávní astronauti existovali, není většinou akademické obce brána vážně a nedostává se jí žádné hodnověrné pozornosti v recenzním posuzování publikací. Mimoto existují argumenty, že někteří proponenti paleoastronautiky, jako třeba Erich von Däniken, některé důkazy zfalšovali a zkreslili fakta z archeologických výzkumů.
Mezi známé proponenty z konce 20. století, kteří napsali na dané téma řadu knih nebo kteří s tímto tématem pravidelně vystupovali v médiích, patří Erich von Däniken, Zecharia Sitchin, Robert K. G. Temple, Giorgio A. Tsoukalos a David Hatcher Childress.

## Souhrn
Proponenti hypotézy paleoastronautiky často argumentují, že lidé jsou buď potomci, nebo výtvory mimozemské inteligence (extraterrestial intelligence, ETI), kteří přistáli na Zemi před tisíci lety. Jiná idea říká, že se lidstvo vyvinulo nezávisle, ale že hodně ze znalostí, náboženství a kultury pochází od mimozemských návštěvníků z pradávných dob, kdy tito astronauti sehráli roli „mateřské kultury“. Někteří proponenti paleoastronautiky také věří, že cestovatelé z kosmu, nazývaní „astronauti“ nebo též „vesmírní lidé“, postavili na Zemi mnohé stavby jako např. egyptské pyramidy nebo sochy Moai na Velikonočním ostrově, popř. s vybudováním těchto staveb lidem pomohli.
Různá nová náboženská hnutí včetně některých směřování theosofie, scientologie, Raëlismu a hnutí Nebeská brána věří v starověké i moderní kontakty s mimozemskou inteligencí. Mnoho těchto hnutí dává do souvislosti staré texty i nedávná zjevení s činností vetřelců z jiných planetárních systémů. Psychologové zjistili, že mezi jednotlivými UFO-náboženstvími existují podobnosti, které naznačují, že členové těchto skupin vědomě nebo podvědomě asociují okouzlení s memy používanými ve science fiction.
Mezi vědci převládá konsensus, že hypotéza paleoastronautiky není sama o sobě chybná, ale že je zbytečná. „Tajemství“ uváděná jako důkazy pro tuto hypotézu mohou být vysvětlené, aniž by bylo nutné k tomu používat mimozemské astronauty. Propagátoři hledají záhady tam, kde žádné neexistují. Protože mimozemští astronauti jsou zbyteční, mělo by se podle vědeckých názorů aplikovat pravidlo Occamovy břitvy a tuto hypotézu odmítnout.

## Vznik a hlavní propagátoři paleoastronautiky
Myšlenka, že v Zemi v minulosti navštívili mimozemšťané, se objevuje ve sci-fi literatuře od roku 1900. Charles Fort spekuloval v roce 1919 v knize The Book of the Damned („Kniha zatracených“), zda lidstvo není mimozemského původu. Ve 20. letech se sovětský průkopník letů do vesmíru Konstantin Ciolkovskij (1857–1935) a Nikolaj A. Rynin (1887–1942) postavili za myšlenku meziplanetárních kontaktů v minulosti lidstva.
V 50. a 60. letech zaměstnávala tato teorie celou řadu vědců, žurnalistů a autorů díky pozornosti, které se celosvětově dostávalo fenoménu UFO. Patřil k nim mimo jiné sovětský matematik Matest M. Agrest, italský žurnalista Peter Kolosimo, Forts Schüler, W. Raymond Drake, francouzsko-polský okultista Jacques Bergier a jeho spoluautor Louis Pauwels, jakož i autor sci-fi Robert Charroux.
V roce 1960 americký astrofyzik Thomas Gold v článku nazvaném Cosmic Garbage („Vesmírné smetí“) spekuloval o možnosti, že mimozemští cestovatelé před dávnými dobami Zemi navštívili, zanechali zde svůj odpad a tak na ni mimoděk přinesli život. V roce 1963 přišel americký astronom Carl Sagan s otázkou, zda během dávných dob mohlo dojít ke kontaktu mezi lidmi a mimozemskými návštěvníky a zda okolnosti těchto setkání nebyly z různých příčin zfalšovány. Měl podezření, že mimozemské druhy mohly Zemi navštěvovat častěji a při tom na planetách naší sluneční soustavy zanechaly artefakty.

### Erich von Däniken
Erich von Däniken byl hlavním propagátorem této hypotézy v 60. a 70. letech 20. století. Velkou pozornost si získal po vydání knihy Erinnerungen an die Zukunft (česky „Vzpomínky na budoucnost“, anglicky „Chariots of the Gods“) v roce 1968, která se okamžitě stala bestsellerem a o rok později byla zfilmována.
Podle Dänikena vyžadovalo vytvoření řady artefaktů mnohem sofistikovanější technologické schopnosti, než jaké měly staré kultury k dispozici. Von Däniken tvrdí, že tyto artefakty byly vytvořeny buď přímo mimozemskými návštěvníky, nebo lidmi, kteří potřebné znalosti od mimozemských návštěvníků získali. Mezi takové artefakty patří např. Stonehenge, Pumapunku, sochy Moai na Velikonočním ostrově, Velká pyramida v Gíze nebo starověká elektrická baterie z Bagdádu.
Von Däniken píše, že starověké umění a malby po celém světě zobrazují vesmírné lodi, mimozemské inteligentní bytosti, starověké astronauty a artefakty anachronicky pokročilých technologií. Rovněž uvádí, že geograficky vzdálené historické kultury sdílejí umělecké náměty, které jsou podle jeho názoru společného původu. Jedním příkladem je Dänikenova interpretace víka sarkofágu vyzvednutého z hrobky vládce Mayů z klasického období v Palenque, Pacala Velikého. Von Däniken píše, že vyobrazení na víku představuje sedícího astronauta. Avšak malba a přiložený mayský text říká, že se jedná o portrét samotného vládce se stromem světa z mayské mytologie.
Původ mnoha náboženství interpretuje von Däniken jako reakci na setkání s mimozemskou rasou. Podle tohoto názoru lidí považovali technologii mimozemských bytostí za nadpřirozenou a mimozemšťany samotné za bohy. Von Däniken uvádí, že ústní a písemná tradice většiny náboženství obsahuje odkazy na mimozemské návštěvníky v podobě popisu hvězd a objektů připomínajících vozidla, která se pohybují vzduchem a vesmírným prostorem. Jedním z nich je Proroctví Ezechiela ze Starého zákona, které von Däniken interpretuje jako detailní popis přistávající kosmické lodi.
Von Dänikenovy hypotézy se staly populární v USA po odvysílání dokumentárního pořadu v televizi NBC pod názvem In search Of Ancient Astronauts („Hledáme starodávné astronauty“) a filmu Chariots of the Gods („Vzpomínky na budoucnost“).
Kritici namítají, že von Däniken chybně interpretuje data, že mnohá jeho tvrzení jsou nepodložená a že žádné z jeho klíčových tvrzení nebylo ověřeno. Především komunita křesťanských kreacionistů je k pracím von Dänikena silně kritická. Kreacionistický autor Clifford A. Wilson publikoval v roce 1972 knihu Crash Go the Chariots („Havárie mimozemských lodí“, narážka na anglický název knihy Vzpomínky na budoucnost), ve které se všechna tvrzení knihy Vzpomínky na budoucnost pokusil zdiskreditovat.

### Zecharia Sitchin
Sitchinova kniha Kronika Země: Dvanáctá planeta se točí kolem Sitchinovy unikátní interpretace starých sumerských a blízkovýchodních textů, megalitických staveb a artefaktů z celého světa. Sitchinova hypotéza říká, že bozi Mezopotámie byli astronauti z planety Nibiru, což podle Sitchina byla vzdálená 12. planeta (pokud počítáme Slunce, Měsíc a Pluto jako planety), spjatá s bohem Mardukem. Podle Sitchina planeta Nibiru stále krouží kolem Slunce po protáhlé oběžné dráze s dobou oběhu 3600 let. Moderní astronomie ale nenalezla žádné důkazy, které by Sitchinovy myšlenky podporovaly.
Sitchin argumentuje, že existují sumerské texty, které vyprávějí příběh o tom, že 50 Annunaki, obyvatel planety jménem Nibiru, přišlo na Zemi přibližně před 400 tisíci lety s cílem těžit zde suroviny, především zlato, a dopravovat je zpět na Nibiru. Kvůli malému počtu je tento úkol brzy unavil, a proto se rozhodli geneticky vyšlechtit pracovníky, kteří by mohli pracovat v dolech. Po mnoha pokusech a omylech nakonec vyšlechtili Homo sapiens sapiens: tvora jménem Adapa neboli Adama dle pozdější mytologie. Sitchin prohlašuje, že Annunaki aktivně zasahovali do záležitostí lidí, dokud jejich kultura nebyla zničena globálními katastrofami způsobenými náhlým koncem doby ledové před asi 12000 lety. Když Annunaki viděli, že lidé přežili, zatímco všechno, co oni sami vytvořili, bylo zničeno, Zemi opustili a dali lidem příležitost vládnout si sami. Sitchinova práce nemá podporu mainstreamových akademiků a profesionálové, kteří ji revidovali jako hypotézu, ji celkově kritizovali. Znalec semitských jazyků Michael S. Heiser říká, že mnoho Sitchinových překladů sumerských a mezopotamských slov není v souladu s mezopotamskými dvoujazyčnými slovníky klínového písma, které vytvořili dávní arkadští písaři.
Alan F. Alford, autor knihy Bohové nového milénia (1996) byl stoupencem hypotézy paleoastronautiky. Řada jeho prací staví na Sitchinových hypotézách. Přesto zde nyní po hlubší analýze nachází chyby a říká: „Zastávám pevný názor, že tito bohové personifikovali padající oblohu; jinými slovy sestoupení bohů bylo poetické vyobrazení kataklyzmatických mýtů, ze kterých se stalo jádro starodávných blízkovýchodních náboženství.“

### Robert Temple
Kniha Roberta K. G. Templeho Tajemství Síria (The Sirius Mystery) pracuje s myšlenkou, že kmen Dogonů v severovýchodním Mali si zachoval tradici hovořící o návštěvách mimozemšťanů v době před cca 5000 lety. Uvádí zde několik linií důkazů, včetně pokročilých astronomických znalostí, které tento kmen zdědil, dále popisy a srovnání náboženských systémů se starověkými civilizacemi, jako byl Egypt a Sumer. Jeho práce silně čerpá ze studií kulturního antropologa Marcela Griauleho a Germainy Dieterlen.
Jeho závěry byly ze strany vědců kritizovány, přičemž vědci poukazovali na nesrovnalosti mezi jednotlivými položkami Templeho práce a poukazovali na to, že Dogonové mohli získat některé astronomické informace teprve nedávno, pravděpodobně z evropských zdrojů, a že mohlo dojít k chybné interpretaci.

## Důkazy uváděné propagátory paleoastronautiky

### Starověké náboženské texty
Propagátoři citují starověké mytologické texty pro podporu svého stanoviska založeného na pradávných mýtech o bozích, kteří sestoupili z nebe na Zemi, aby stvořili nebo poučili lidstvo a kteří jsou ve skutečnosti zástupci mimozemských návštěvníků, jejich nadřazená technologie z nich v očích pozemšťanů dělá bohy. Propagátoři vykreslují analogii s událostmi z moderní doby, kdy izolované kultury byly náhle vystavené západním technologiím, jako např. událost popsaná jako „cargo kult“ ze začátku 20. století z jižního Pacifiku: zde domorodí obyvatelé věřili, že západní lodě a jejich náklad (cargo) jsou posílané bohy jako vyplněné proroctví.
Starověké sumerské mýty Enúma eliš, zapsané na klínopisných tabulkách jako součást Aššurbanipalovy knihovny v Ninive, říká, že lidstvo bylo stvořeno, aby sloužili bohům jménem Annunaki. Podporovatelé této hypotézy věří, že Annunaki byli mimozemšťané, kteří přišli na Zemi těžit zlato pro svoji vlastní potřebu. Podle vyprávění Enúma eliš si Annunaki uvědomili, že těžba zlata je pro ně samotné příliš namáhavá a proto stvořili lidskou radu jako své otroky.
Vědkyně v oboru křesťanského mysticismu Dorothy Mordock kritizovala hypotézu paleoastronautiky, přičemž zdůrazňovala, že „může být hnaná stejným typem motivace, jaká vytvořila Bibli, což je kronika skládající se z plagiovaných mýtů jiných kultur“, které byly použity jako historická fakta a vztaženy ke konkrétním historickým postavám. Tato hypotéza může být rovněž pokusem validovat biblickou mytologii jako historickou skutečnost pod pláštíkem pseudo-vědecké interpretace.

#### Rámájána
V hinduistické mytologii bohové a jejich avataři cestují z místa na místo v létajících dopravních prostředcích (Vimana). V eposu Rámájána je mnoho zmínek o těchto létajících prostředcích, které používá např. tamilský král Ravana z Srí Lanky, datovaný do 5. nebo 4. století př. n. l. Zde je uvádeno několik příkladů.
Z knihy 6, zpěv CXXIII: Magický vůz:
Není skvělý vůz můj,

Jménem Pushpak, vyrobený božskýma rukama.
....
Tento vůz, udržovaný s nejvyšší péčí,
Tě ponese vzdušnými poli,
A bude zářit silným světlem dolů

Na královské město Ayodhya.

Z knihy 6, zpěv CXXIV: Odjezd:
Jako blesk se nese vzduchem jak Ráma velí,

Skvělý vůz povstal ze země.
A pokrytý labutěmi a stříbrnými křídly

Nese přes mraky svůj náklad králů.

Erich von Däniken rozebírá epos Ramayana a vimany v kapitole 6 své knihy Vzpomínky na budoucnost, kde navrhuje, že je jedná o „vesmírná vozidla“. Pro podporu této hypotézy nabízí citaci, o které říká, že je z eposu Mahábhárata, překlad z roku 1889 od C. Roye: „Bhima letěl se svou vimanou na nesmírném paprsku, který byl tak jasný jako slunce a dělal hluk jako bouře“.

#### Kniha Genesis a Kniha Henoch
Kniha Genesis, kapitola 6, verše 1-2 a 4 říkají:
„Stalo se pak, když se počali množiti lidé na zemi, a dcery se jim zrodily,

Že vidouce synové Boží dcery lidské, aby krásné jsou, brali sobě ženy ze všech, kteréž oblibovali.
...

Obrové pak byli na zemi v těch dnech; ano i potom, když vcházeli synové Boží k dcerám lidským, ony rodily jim. To jsou ti mocní, kteříž zdávna byli, muži na slovo vzatí.“

(překlad dle Bible kralické; v anglické wikipedii je namísto „obrové“ slovo „Nephilim“, které je vysvětlováno jako potomci Božích synů a lidských dcer)
Mnoho křesťanů pokládá tyto skupiny za rozdílné od dětí Adama a Evy. Jiná interpretace je, že Nephilim jsou děti „synů Božích“ a „lidských dcer“, ačkoli vědci si v tomto bodě nejsou jistí. Překlad bible krále Jakuba překládá „Nephilim“ jako „obry“ (stejně jako Kralická bible nebo Gibborim). Zastánci paleoastronautiky argumentují, že Adam a Eva jedli zakázané ovoce kvůli tomu, aby se stali „podobni bohům“, a to byl první krok v evoluci lidstva.
První část apokryfní Knihy Henoch dále rozšiřuje a interpretuje Knihu Genesis 6:1: říká, že „synové Boží“ byli skupina 200 „andělů“ zvaných „Pozorovatelé“, kteří sestoupili na Zemi, aby se rozmnožovali s lidmi. Jejich potomci jsou Nephilim, „obři“, kteří „spotřebovávali všechen majetek lidí“. Když lidé nemohli Nephilim déle živit, ti se obrátili proti lidstvu. Pozorovatelé také vzdělávali lidi v metalurgii a zpracování kovů, kosmetice, čarodějnictví, astrologii, astronomii a meteorologii. Bůh poté přikázal, aby Pozorovatelé byli uvězněni na zemi a způsobil velkou Potopu, aby zbavil zemi Nephilim a aby připravil lidstvo o znalosti obdržené od Pozorovatelů. Aby bylo zajištěno přežití lidstva, dostal Noe varování před nadcházející zkázou. Pozorovatelé – protože byli neposlušni Boha – jsou v knize nazývání „padlými anděli“.
Někteří propagátoři paleoastronautiky argumentují, že tento příběh je historický záznam o mimozemské návštěvě Země. Pozorovatelé jsou tak nazývání proto, že jejich úkol byl pozorovat lidstvo. Někteří z mimozemšťanů ale neuposlechli rozkazy; vstupovali do kontaktu s lidmi, křížili se s lidskými ženami a předávali lidem znalosti. Nephilim byli tedy kříženci, polo-lidé a polo-mimozemšťané. Chuck Missler a Mark Eastman argumentují, že moderní UFO přepravují tyto „padlé anděly“ nebo jejich potomky a že Noemova genealogie nebyla zatížena vlivem padlých andělů. Zdá se, že toto smíšení genomu lidí bylo pro planetu Zemi velkým problémem. Von Däniken také naznačuje, že dva andělé, kteří navštívili Lota v Knize Genesis 19, byli dávní astronauti, kteří použili atomové zbraně pro zničení města Sodomy. Marc Den interpretuje Knihu Genesis tak, že lidstvo vzniklo na jiné planetě a že biblický Bůh je mimozemšťan.

#### Kniha Ezechiel
Ve Starém zákoně, Kniha Ezechiel, kapitola 1, se uvádí popis zjevení, ve kterém Ezechiel vidí „nesmírný oblak“, který obsahuje oheň a vydává záblesky a „jasné světlo“. Dále pokračuje: „Prostředek ohně vypadá jako rozžhavený kov a v ohni je něco, co vypadá jako čtyři živé bytosti.“ Tyto bytosti jsou popisovány jako okřídlené a podobné člověku, „chodily sem a tam jako blesk“ a „oheň se pohyboval sem a tam mezi těmito bytostmi“. Tato pasáž dále pokračuje popisem čtyř zářících objektů, každý z nich vypadá „jako kola uprostřed kola“. Tyto objekty mohly létat a pohybovaly se spolu s bytostmi. „Když se bytosti pohybovaly, kola se pohybovala s nimi; a když se bytosti zvedly ze země, kola se také zvedla.“
Ve čtvrté kapitole knihy Vzpomínky na budoucnost, nazvané „Byl Bůh astronaut?“, navrhuje von Däniken, že Ezechiel ve skutečnosti viděl kosmickou loď nebo lodě; tuto hypotézu dále rozvíjel Morris Jessup v roce 1956 a Arthur W. Orton v roce 1961. Podrobná verze této hypotézy byla popsaná Josefem F. Blumrichem v knize Ezechielova kosmická loď (The Spaceship of Ezekiel, 1974).

#### Další zmínky v Bibli
Charakteristika Archy úmluvy a „kamenů“ urím a tumím naznačuje, že se jedná o vyspělé technologie, snad mimozemského původu.
Robert Dione a Paul Misraki publikovali v roce 1960 knihu popisující události z Bible tak, jako by byly způsobené mimozemskými technologiemi. Barry Downing, presbyteriánský kazatel, napsal v roce 1968 knihu, ve které argumentuje, že Ježíš byl mimozemšťan, přičemž cituje jako důkaz Evangelium podle Jana 8.23 a další biblické verše.
Někteří zastánci hypotézy paleoastronautiky, jako např. von Däniken a Barry Downing, věří, že biblický koncept pekla může být reálný popis planety Venuše přinesený na Zemi mimozemšťany, kteří ukazovali fotografie horkého povrchu Venuše lidem. Zastánci této hypotézy uvádějí, že „Bůh“ a „Satan“ byli mimozemšťané, kteří se nepohodli, zda mají být lidem předány znalosti, které nabízel strom poznání. David Childress, vůdčí zastánce hypotézy paleoastronautiky, srovnával tento příběh s řeckou bájí o Prométeovi, který dal lidstvu znalost ohně. Zastánci paleoastronautiky věří, že biblický koncept Satana je založen na nepochopené návštěvě mimozemšťanů. Erich von Däniken předpokládá, že potomci mimozemšťanů měli děti s hominidy, a toto spojení je v Bibli označováno za „prvotní hřích“. Von Däniken věří, že biblická Velká potopa byla trestem poté, co mimozemský „Bůh“ zjistil, že mimozemšťané přišedší na Zemi („padlí andělé“) se pářili s opicím podobnými dávnými lidmi.

#### Irská Kniha invaze
Childress a další autoři psali, že pasáž v Knize invaze (Lebor Gabála Érenn) popisující příchod Tuatha Dé Danann do Irska, zaznamenává „příchod mimozemšťanů v kosmické lodi a se skafandry“ na horu Sliabh an Iarainn. Klíčové texty uvádějí „to byli Tuatha Dé Danann, kdo přišli do Irska. Ve své moudrosti přišli, v temných oblacích. Přistáli na horách Conmaicne Rein v Connachtu a přinesli temnotu, která zahalila slunce na tři dny a tři noci.“

### Prehistorická umělecká díla

#### Petroglyfické důkazy po celém světě
Zastánci hypotézy paleoastronautiky věří, že kresby Kačinů v jeskyních kmene Hopi nalezené v pouštích jihozápadu USA spojují původ kmene Hopi a Zuni s „hvězdnými lidmi“. Poukazují na podobné rytiny jinde po světě, což je důkaz, že mimozemšťané navštívili různé starověké civilizace.
Jiná umělecká díla podporující hypotézu paleoastronautiky byla nalezena v malbách v paleolitických jeskyních. Wondjina v Austrálii a skalní kresby ve Val Camonica v Itálii údajně připomínají současné kosmonauty. Podporovatelé paleoastronautiky někdy argumentují, že podobnosti, jako třeba protáhlé hlavy, které jsou interpretovány jako kosmické přilby, dokazují, že dávní lidé byli navštíveni mimozemskou rasou.
Další podpora této hypotézy je založena na tom, co je interpretováno jako vyobrazení létajících talířů ve středověkém a renesančním umění.

#### Linie v Nazce
Prehistorické linie v Nazce zahrnují stovky obrovských kreseb vyrytých do povrchu země ve vysokohorské poušti v jižním Peru. Některé představují stylizovaná zvířata a humanoidní figury, zatímco jiné jsou prostě jen přímé linie stovky metrů dlouhé. Protože figury jsou vytvořeny tak, aby byly viditelné z velké výšky, jsou automaticky spojovány s hypotézou paleoastronautiky. V roce 1970 je Erich von Däniken zpopularizoval poznámkou, že linie a figury v Nazce mohly být vytvořeny „podle pokynů z létajícího stroje“ a že dlouhé a široké linie mohly být ranveje pro kosmické lodi.
Podle archeologa Kennetha Federa není Dänikenova interpretace podpořena žádnými důkazy. Feder napsal, že „archeologové interpretují linie jako ceremoniální cesty starodávných obyvatel Nazky; přesně tímto způsobem byly používány do nedávné doby“. Profesor Joe Nickell z University of Kentucky předvedl vytvoření jedné figury s použitím pouze dřevěných tyčí a provazu.

### Starodávné artefakty
Zastánci myšlenky paleoastronautiky říkají, že některé artefakty objevené v Egyptě (pták ze Sakkary) a v Kolumbii či Ekvádoru jsou podobné moderním letadlům a kluzákům. Tyto artefakty však byly archeology interpretovány jak stylizovaní ptáci a hmyz.

### Megalitické stavby
Mezi navrhované důkazy pro podporu paleoastronautiky patří existence starověkých monumentů a megalitické ruiny, jako jsou pyramidy v Gize, Machu Picchu v Peru, Baalbek v Libanonu, sochy Moai na Velikonočním ostrově či Stonehenge v Anglii. Podporovatelé říkají, že tyto kamenné struktury nemohly být postaveny s technickými schopnostmi a nástroji lidí té doby a dále argumentují, že mnohé z nich by bylo nemožné duplikovat dokonce i dnes. Hlásají, že velké rozměry kamenů některých staveb, přesnost s jakou byly tyto kameny ukládány a vzdálenosti, na jaké byly přepravovány, nechávají otevřenou otázku, kdo tyto stavby vlastně postavil.
Tyto myšlenky archeologové středního proudu kategoricky odmítají. Někteří archeologové se účastnili experimentů s přemisťováním velkých megalitů. Tyto experimenty prokázaly, že je možné přemisťovat megality o hmotnosti přinejmenším 40 tun a dá se spekulovat, že při dostatku pracovních sil bylo možné přemisťovat i mnohem větší megality, a to při využití známé pravěké technologie.

### Náboženské a kulturní praktiky
Řada starých kultur, jako např. staří Egypťané a někteří američtí indiáni, prováděli umělé protahování lebky svých dětí. Někteří podporovatelé paleoastronautiky říkají, že tato praktika měla napodobit mimozemské návštěvníky, které považovali za bohy. Mezi starověké vládce vyobrazované s protáhnou lebkou patřili faraónové Achnaton a Nefertiti. Poukazuje se na to, že tzv. šedí návštěvníci, tak jak jsou popisováni lidmi, kteří říkají, že je mimozemšťané unesli, mají podobně protáhlé hlavy. V programu Ancient Aliens („Starodávní mimozemšťané“) zazněla myšlenka, že největší protáhlé lebky měli kříženci lidí a mimozemšťanů.

## Paleoastronautika v populární kultuře
Téma dávných astronautů bylo často využíváno v žánrech sfi-fi a horror fiction v různých médiích. V roce 2004 napsal v časopise Skeptic autor Jason Colavito, že si von Däniken vypůjčil řadu konceptů z knihy Le Matin den Magiciens („Jitro kouzelníků“) a tato kniha čerpala naopak z mýtu Cthulhu a že jádro hypotézy paleoastronautiky má původ v práci H. P. Lovecrafta The Call of Cthulhu („Volání Cthulhu“) a At the Mountains of Madness („V horách šílenství“). Jason Colavito později rozšířil tuto myšlenku o knihu The Cult of Alien Gods („Kult mimozemských bohů“).
Ancient Aliens („Starodávní mimozemšťané“) je televizní seriál, kde vystupují hlavní propagátoři hypotézy paleoastronautiky, jako třeba Giorgio A. Tsoukalos, David Childress, Erich von Däniken, Steven M. Greer a Nick Pope.

## Propagátoři
Hypotézu paleoastronautiky hlásá celá řada publikací. Mezi zvlášť zaznamenáníhodné patří tyto:
- 1919: Charles Fort (kniha The Book of the Damned)
- 1954: Harold T. Wilkins (kniha Flying Saucers from the Moon)
- 1956: Morris K. Jessup (kniha UFOs and the Bible)
- 1957: Peter Kolosimo (kniha Il pianeta sconosciuto (The Unknown Planet))
- 1958: George Hunt Williamson (kniha Secret Places of the Lion)
- 1958: Henri Lhote (kniha The Search for the Tassili Frescoes: The story of the prehistoric rock-paintings of the Sahara)
- 1960: Jacques Bergier and Louis Pauwels (kniha The Morning of the Magicians)
- 1960: Brinsley Le Poer Trench (kniha The Sky People)
- 1961: Matest M. Agrest (článek The Astronauts of Yore)
- 1963: Robert Charroux (kniha One Hundred Thousand Years of Man's Unknown History)
- 1964: W. Raymond Drake (kniha Gods or Spacemen?)
- 1965: Paul Misraki (kniha Flying Saucers Through The Ages)
- 1967: Brad Steiger (kniha The Flying Saucer Menace)
- 1967: John Michell (kniha The Flying Saucer Vision)
- 1968: Erich von Däniken (kniha Chariots of the Gods?)
- 1968: Barry Downing (kniha The Bible and Flying Saucers)
- 1969: Robert Dione (kniha God Drives a Flying Saucer)
- 1969: Jean Sendy (kniha Those Gods Who Made Heaven and Earth; the novel of the Bible)
- 1972: T. C. Lethbridge (kniha The Legend of the Sons of God: A Fantasy?)
- 1974: Charles Berlitz (kniha The Bermuda Triangle)
- 1974: Josef F. Blumrich (kniha The Spaceships of Ezekiel)
- 1974: Claude Vorilhon aka Rael (kniha Le Livre Qui Dit La Vérité, angl. The Book Which Tells the Truth)
- 1974: Robin Collyns (kniha Did Spacemen Colonise the Earth?)
- 1975: Graham Cairns-Smith (biochemik, který navrhl, že předkové lidí mohli získat cizí biochemické sloučeniny a předložil důkazy na podporu této možnosti v biologickém výzkumném časopise)
- 1975: Serge Hutin (kniha Alien Races and Fantastic Civilizations)
- 1976: Robert K. G. Temple (kniha The Sirius Mystery)
- 1976: John Baxter, Thomas Atkins (kniha The Fire Came By: The Riddle of the Great Siberian Explosion)
- 1977: John Philip Cohane (kniha Paradox: The Case for the Extraterrestrial Origin of Man)
- 1977: Warren Smith (kniha UFO Trek)
- 1978: George Sassoon and Rodney Dale (kniha Manna Machine)
- 1978: Zecharia Sitchin (kniha The 12th planet)
- 1980: J. J. Benítez (kniha Los astronautas de Yavé, angl. Yahweh's astronauts)
- 1984: Salvador Freixedo (kniha ¡Defendámonos de los Dioses!, angl. Let Us Defend Ourselves from the Gods!)
- 1988: Salvador Freixedo (kniha La Granja Humana, angl. The Human Farm)
- 1988: Riley Martin (kniha The Coming of Tan)
- 1989: Salvador Freixedo (kniha La Amenaza Extraterrestre, angl. The Alien Threat).
- 1993: David Icke (kniha --and the truth shall set you free)
- 1996: Alan F. Alford (kniha Gods of the New Millennium)
- 1996: Murry Hope (kniha The Sirius Connection: Unlocking the Secrets of Ancient Egypt)
- 1996: Richard C. Hoagland (kniha The Monuments of Mars: A City on the Edge of Forever)
- 1998: Lloyd Pye (kniha Everything You Know is Wrong. Book One: Human Evolution)
- 1998: James Herbert Brennan (kniha Martian Genesis)
- 1999: David Hatcher Childress (kniha Technology of the Gods, The Incredible Science of the Ancients)
- 1999: Laurence Gardner (kniha Genesis of the Grail Kings: The Explosive Story of Genetic Cloning)
- 2003: Burak Eldem (kniha, 2012: Appointment With Marduk)